# Bühler (Appenzell Rhodes-Extérieures)
Pour les articles homonymes, voir Bühler.
Bühler est une commune suisse du canton d'Appenzell Rhodes-Extérieures.

## Géographie

Vue aérienne de 1200 m par Walter Mittelholzer (1919).

La commune de Bühler s'étend sur 5,61 km2.

## Démographie
Bühler compte 1 841 habitants au 31 décembre 2022 pour une densité de population de 328 hab/km2. Sur la période 2010-2019, sa population a augmenté de 11,0 % (canton : 4,6 % ; Suisse : 9,4 %).  

## Personnalités
- Johann Jakob Sutter, radical, président de la commune (1845-1849), conseiller national (1853-1864) et conseiller aux États (1859-1865)[4].